# Alfonso, Duce de Anjou și Cádiz
Alfonso, Duce de Anjou, Duce de Cádiz (Alfonso Jaime Marcelino Manuel Víctor María de Borbón y Dampierre, cetățean francez ca Alphonse de Bourbon) (20 aprilie 1936 – 30 ianuarie 1989) a fost nepotul regelui Alfonso al XIII-lea al Spaniei și pretendent legitimist la tronul Franței.